# Бэрд, Гарри (футболист)
Ге́нри Бэрд (англ. Henry Baird; 17 августа 1913 — 22 мая 1973), более известный как Га́рри Бэрд (англ. Harry Baird) — североирландский футболист, нападающий. Известен по выступлениям за «Линфилд», «Манчестер Юнайтед», «Хаддерсфилд Таун» и «Ипсвич Таун». На международном уровне получал вызовы в обе ирландские сборные — сборную FAI и сборную IFA — но сыграл только за последнюю.

## Клубная карьера
Уроженец Белфаста, Гарри Бэрд начал футбольную карьеру, выступая за местные любительские команды. С 1931 по 1933 годы играл за «Бангор». В 1933 году стал игроком «Линфилда». В апреле 1935 года помог своей команде выиграть Ирландский кубок. В декабре 1936 года забил четыре мяча в финале Золотого кубка против «Дерри Сити», в котором «Линфилд» выиграл со счётом 7:2.
Серьёзный интерес к ирландцу начал проявлять английский клуб «Манчестер Юнайтед», однако «Линфилд» отверг изначальное трансферное предложение. Однако англичане были настойчивы и предложили бо́льшую сумму компенсации. В итоге в январе 1937 года Бэрд перешёл «Юнайтед» за 3500 фунтов. 23 января 1937 года дебютировал в основном составе в матче против «Шеффилд Уэнсдей». Свой первый гол за клуб забил 13 февраля 1937 года в матче против «Брентфорда».  Всего том сезоне забил 3 гола в 14 матчах, а «Юнайтед» завершил сезон 1936/37 на 21-м месте в чемпионате и выбыл во Второй дивизион. В следующем сезоне техничный североирландец забил за «Юнайтед» 15 (12 мячей в лиге и 3 — в Кубке Англии), вместе с Томми Бэмфордом став лучшим бомбардиром клуба в сезоне и помог своей команде вернуться в Первый дивизион.  Всего провёл за клуб 53 матча и забил 18 мячей.
В сентябре 1938 года перешёл в «Хаддерсфилд Таун». Помог своему новому клубу добраться до полуфинала Кубка Англии, в котором «Хаддерсфилд» проиграл «Портсмуту», будущему обладателю Кубка.
Во время Второй мировой войны проходил службу в Королевских ВВС и параллельно выступал за ряд ирландских и английских клубов в качестве гостевого игрока. После окончания войны и возобновления официальных турниров подписал контракт с клубом Третьего южного дивизиона Футбольной лиги «Ипсвич Таун». Дебютировал за «синих» 31 августа 1946 года в игре против «Лейтон Ориент». Всего провёл за «Ипсвич Таун» 234 матча, в которых забил 7, выступая в основном на позиции крайнего хавбека. В 1951 году принял решение о завершении карьеры. 20 октября 1951 года сыграл свой последний матч в игре против «Кристал Пэлас».
В дальнейшем работал в тренерском штабе «Ипсвич Таун» до июня 1953 года.
Старший брат Гарри, Уильям Джон Бэрд, также был футболистом и выступал за «Линфилд», «Данмарри» и «Бангор».

## Национальная сборная
Во времена, когда Бэрд был профессиональным футболистом, существовало две сборных, каждая из которых претендовала называться сборной Ирландии. Одна из них контролировалась Ирландской футбольной ассоциацией (IFA) со штаб-квартирой в Белфасте, а другая представляла Ирландское Свободное государство и контролировалась Футбольную ассоциацию Ирландии (FAI). Каждая из этих сборных в то время декларировала свою юрисдикцию над всей Ирландией и вызывала на международные матчи футболистов со всего острова. В результате этого несколько известных футболистов той эпохи выступали за обе сборные. При этом каждая федерация выступала против «вербовки» игроков конкурентами и Бэрд оказался одним из футболистов, по поводу которого возник конфликт между сборными.
В мае 1938 года Бэрд вместе с Джеки Брауном и Уолтером Макмилленом (все трое были уроженцами Белфаста) были вызваны в сборную Ирландии (FAI) на матчи против Чехословакии и Польши. Ирландская футбольная ассоциация подала протест и вскоре Бэрд получил телеграмму от Футбольной ассоциации Англии, в которой ему запрещалось принимать приглашение Футбольной ассоциации Ирландии на основании того, что он не был рождён на территории Ирландского Свободного государства. Бэрд был «сильно разочарован», так как хотел сыграть на международном уровне, однако на тот момент играл в Англии и, не желая получить дисквалификацию от Футбольной ассоциации Англии, отклонил приглашение Футбольной ассоциации Ирландии.
Позднее в том же 1938 году уже Ирландская футбольная ассоциация вышла к Бэрду с предложением сыграть за их сборную. Бэрд согласился, и 16 ноября 1938 года он провёл свой единственный матч за национальную сборную, выйдя на поле против Англии на «Олд Траффорд». В этом матче англичане разгромили ирландцев со счётом 7:0.
Ранее, ещё во время выступлений за «Линфилд», Бэрд провёл 2 игры за сборную Ирландской лиги (Irish League XI) в 1936 году. Он забил в дебютном матче против сборной Шотландской лиги (Scottish League XI) на стадионе «Айброкс» и затем отдал голевую передачу в матче против Английской лиги (English League XI).

## Достижения
Линфилд
- Чемпион Ирландской лиги: 1934/35
- Обладатель Ирландского кубка: 1936
- Обладатель Благотворительного кубка (3): 1933/34, 1934/35, 1935/36
- Обладатель Кубка графства Антрим[англ.]: 1933/34
- Обладатель Золотого кубка[англ.] (2): 1935/36, 1936/37
- Обладатель Городского кубка: 1935/36
- Обладатель Юбилейного кубка: 1935/36